# فرار (فیلم ۲۰۰۵)
فرار (به انگلیسی: Runaway) فیلمی محصول سال ۲۰۰۵ و به کارگردانی تیم مک‌کان است. در این فیلم بازیگرانی همچون آرون استنفورد، رابین تونی، پیتر گرتی، زاک ساویج، ملیسا لیو، مایکل گستن و تری کینی ایفای نقش کرده‌اند.